# Julie Bishop (femme politique)
Pour les articles homonymes, voir Julie Bishop et Bishop.
Julie Isabel Bishop, née le 17 juillet 1956 à Lobethal (Australie-Méridionale), est une femme politique australienne, membre du Parti libéral.
Représentante libérale de la circonscription de Curtin de 1998 à 2019 et chef adjointe du parti de 2007 à 2018, elle est ministre des Affaires étrangères d'Australie dans le gouvernement du Premier ministre Tony Abbott de 2013 à 2018.

## Études et carrière privée
Julie Bishop entame des études de droit à l'université d'Adélaïde. Elle a également assisté à un Advanced Management Program de huit semaines (Senior Managers) à la Harvard Business School. Elle devient avocate (1979-1998) et fut managing partner chez Clayton Utz à Perth (1994-1998), membre du Sénat de la Murdoch University (1997-1998), directrice du Special Broadcasting Services Television (1997-1998) et directrice et fellow d'Australian Institute of Management (1997-1998).

## Fonction politique
Julie Bishop est la représentante libérale de la circonscription de Curtin depuis 1998. Elle fut ministre du cabinet du gouvernement John Howard de 2003-2007, des Personnes âgées (2003-2006), de l'Éducation, de la Science et de la Formation (2006-2007) puis ministre assistante au Premier ministre sur les questions des femmes (2006-2007). Elle est également vice-présidente du Parti libéral depuis 2007 ; elle est la première femme à accéder à ce poste. Elle fut ministre des Affaires étrangères du cabinet fantôme de l'opposition de 2009 à 2013, puis nommée à ce poste en 2013 par Tony Abbott, lorsque le parti remporte les élections législatives.

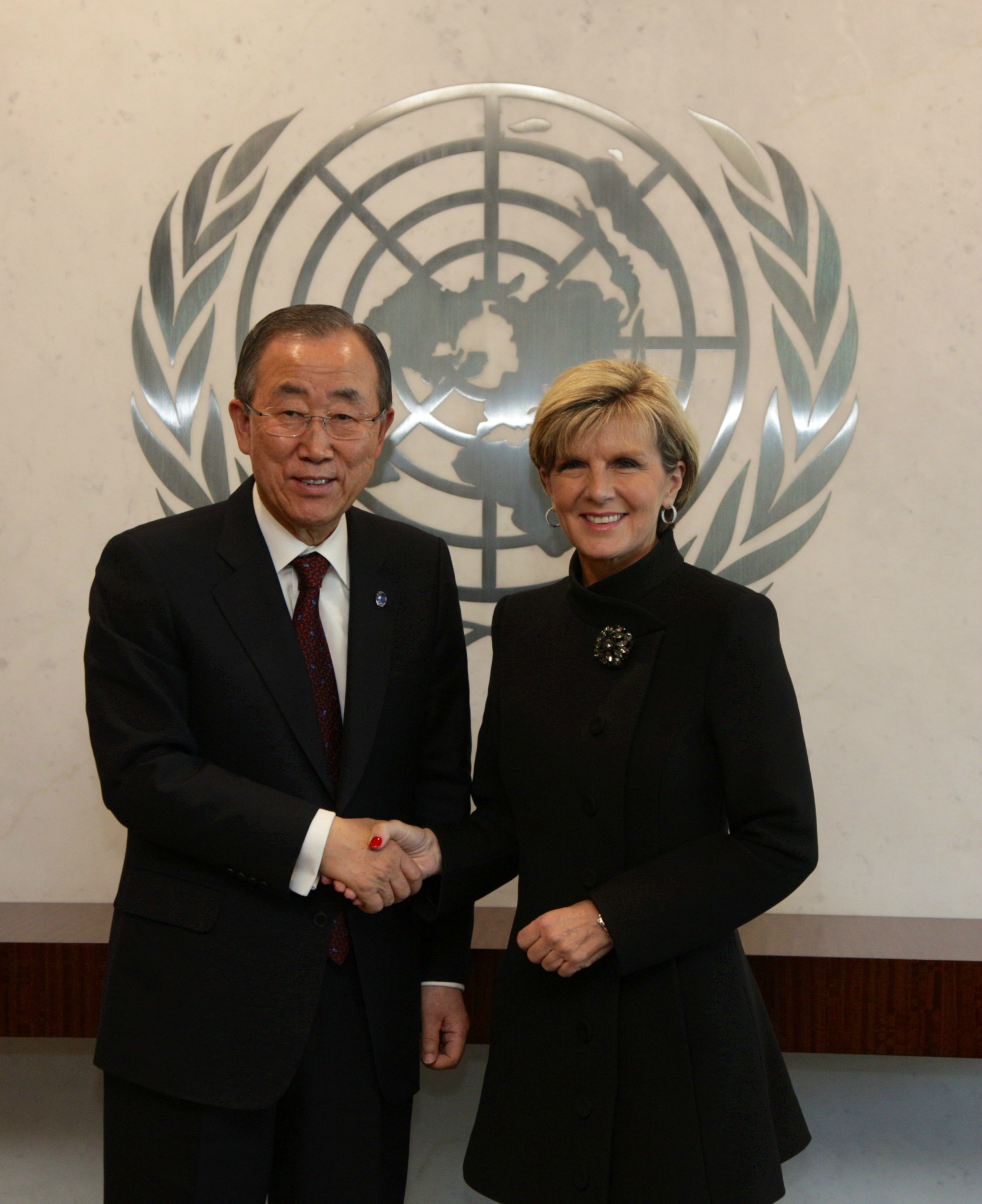
Bishop avec Ban Ki-moon en novembre 2014.

En septembre 2013, elle fait ses débuts en tant que présidente du Conseil de sécurité des Nations unies à New York,. Elle conserve ses fonctions lors de la nomination de Malcolm Turnbull au poste de Premier ministre, en 2015.
Après sa carrière politique, elle est recrutée par la société financière Greensill Capital en tant que conseillère, exerçant dès lors des missions de lobbying auprès de responsables politiques pour un salaire annuel de plus de 600 000 dollars.